# Borsodszirák
Borsodszirák község Borsod-Abaúj-Zemplén vármegyében, az Edelényi járásban.

## Fekvése
Edelénytől 5 kilométerre délre, a megyeszékhely Miskolctól 15 kilométerre északra fekszik. A környező kisebb települések közül Ziliz 2, Boldva 5 kilométerre található.

### Megközelítése
Közúton a 2617-es úton érhető el, Edelény vagy Boldva érintésével. A hazai vasútvonalak közül a Miskolc–Tornanádaska-vasútvonal érinti, melynek egy megállási pontja van a határai között; Borsodszirák megállóhely  a faluközpont déli részén helyezkedik el, közvetlenül a 2617-es út vasúti keresztezése mellett.

## Története
A település neve  a 9. századi székely-fehér hun (kony) uralkodó Vat keresztény nevéből származik Sirák. A települést 1261-ben említik először, Zyrakh néven. Neve feltehetőleg személynévből származik. 1907-től hívják Borsodsziráknak.
A terület az őskortól lakott. A 13. században a falu az egri püspökség birtoka. 1804-től az egri érsekségből kiváló kassai püspökséghez került. A település története szorosan összefonódik az egyházéval.
Az 1896-os Ezredévi Kiállításon Borsod vármegyét a mezőkövesdi mellett a sziráki népviselet is képviselte.
1945-ben az egyházi birtokokat felosztották, Szirákon megalakult a Bartók Béla Termelőszövetkezet (1960). Ez az ország egyik legjobban menő termelőszövetkezete lett, sokszínű gazdasági tevékenységet fejtett ki. Az 1990-es években a helyi termelőszövetkezetből sikeres vállalkozások alakultak ki.
Borsodszirák kultúrtörténeti érdekessége  a belga származású Denijs Dille professzor, francia nyelv és irodalomtanár 1954-ben tett felfedezése, mely szerint Bartók Béla dédszülei innen Borsodszirákról kerültek a Bánságba, ükapja (Bartók Gregorius) Bartók Gergely 1771-ben itt kötött házasságot Gondoss Máriával, fiuk Bartók János, Bartók Béla dédapja innen költözött a Bánságba. Bartók Béla őseinek síremléke itt áll a borsodsziráki temetőben. A híres zeneszerző emlékét ma emlékpark őrzi a településen.

## Közélete

### Polgármesterei
- 1990–1994: Orosz József (független)[3]
- 1994–1998: Orosz József (független)[4]
- 1998–2002: Orosz József (független)[5]
- 2002–2006: Tóth Attila (független)[6]
- 2006–2010: Tóth Attila (független)[7]
- 2010–2014: Tóth Attila (független)[8]
- 2014–2019: Tóth Attila (független)[9]
- 2019–2024: Tóth Attila (független)[10]
- 2024– : Tóth Attila (független)[1]

## Népesség
A település népességének változása:
| Lakosok száma | 1185 | 1161 | 1145 | 1121 | 1150 | 1188 | 1204 |
|               | 2013 | 2014 | 2015 | 2021 | 2022 | 2023 | 2024 |

2001-ben a településen a lakosságnak 73%-át magyar, a 27%-át cigány nemzetiségű emberek alkották.
A 2011-es népszámlálás során a lakosok 91,5%-a magyarnak, 19,2% cigánynak, 0,2% németnek, 0,2% ukránnak mondta magát (8,5% nem nyilatkozott; a kettős identitások miatt a végösszeg nagyobb lehet 100%-nál). A vallási megoszlás a következő volt: római katolikus 70,8%, református 8%, görögkatolikus 3,7%, felekezeten kívüli 4,9% (12% nem válaszolt).
2022-ben a lakosság 92,2%-a vallotta magát magyarnak, 3,8% cigánynak, 0,3% németnek, 0,2-0,2% lengyelnek, szlováknak és ruszinnak, 1% egyéb, nem hazai nemzetiségűnek (7,8% nem nyilatkozott; a kettős identitások miatt a végösszeg nagyobb lehet 100%-nál). Vallásuk szerint 56,8% volt római katolikus, 6,8% református, 3% görög katolikus, 0,3% egyéb keresztény, 6,5% felekezeten kívüli (26,7% nem válaszolt).

## Látnivalók
- Bartók Béla Emlékpark
- Hímes Ház
- Római katolikus templom (tervezte: Fellner Jakab, 1777.)

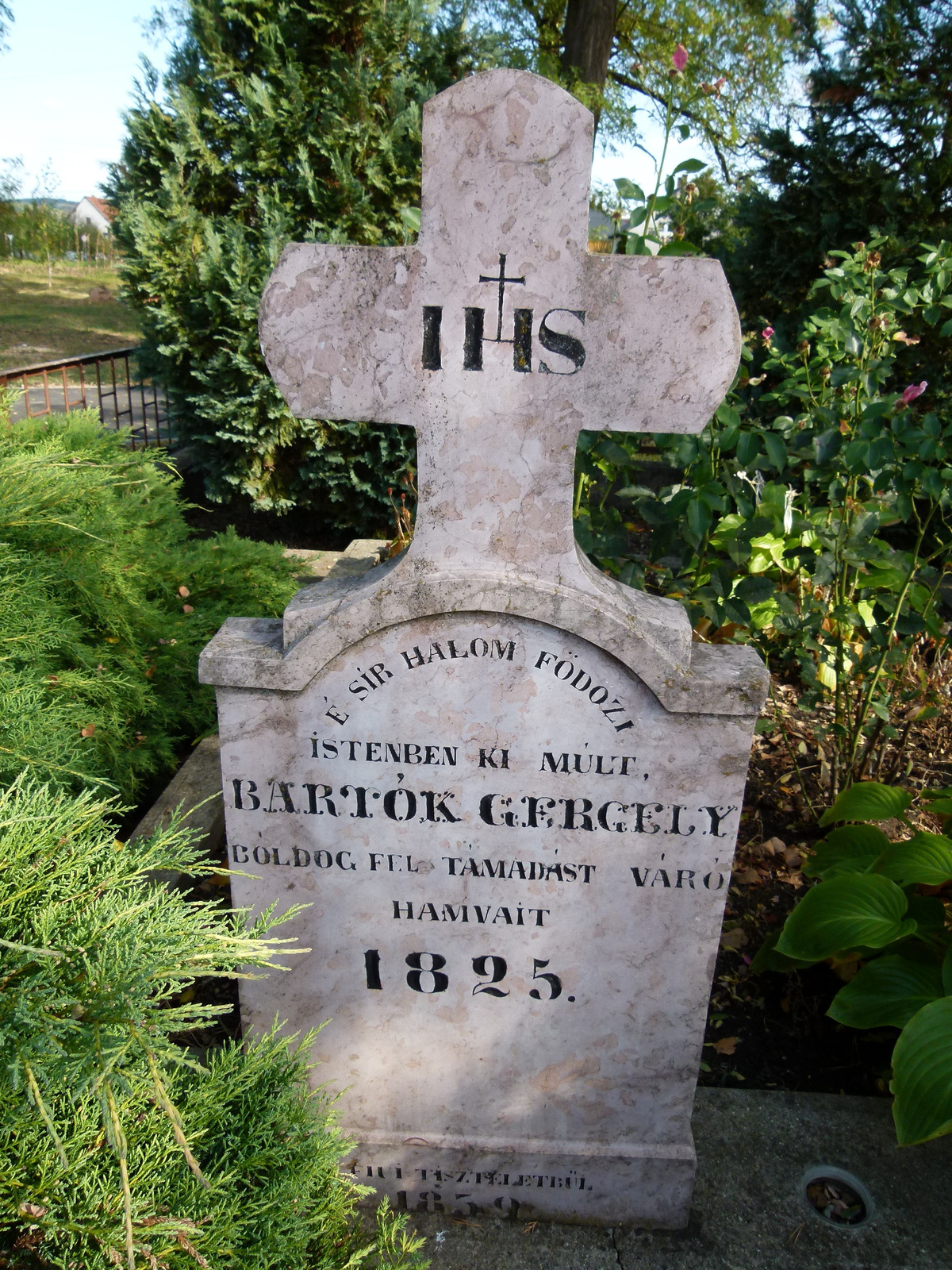
Bartók-síremlék (műemlék)